# Liste der Baudenkmale in Jabel (Lüchow (Wendland))
In der Liste der Baudenkmale in Jabel (Lüchow (Wendland)) sind die Baudenkmale des niedersächsischen Dorfes Jabel aufgelistet. Der Stand der Liste ist der 21. Oktober 2021. Dies ist ein Teil der Liste der Baudenkmale in Lüchow (Wendland). Die Quelle der  IDs und der Beschreibungen ist der Denkmalatlas Niedersachsen.

## Allgemein
In den Spalten befinden sich folgende Informationen:
- Lage: die Adresse des Baudenkmales und die geographischen Koordinaten. Kartenansicht, um Koordinaten zu setzen. In der Kartenansicht sind Baudenkmale ohne Koordinaten mit einem roten Marker dargestellt und können in der Karte gesetzt werden. Baudenkmale ohne Bild sind mit einem blauen Marker gekennzeichnet, Baudenkmale mit Bild mit einem grünen Marker.
- Bezeichnung: Bezeichnung des Baudenkmales
- Beschreibung: die Beschreibung des Baudenkmales. Unter § 3 Abs. 2 NDSchG werden Einzeldenkmale und unter § 3 Abs. 3 NDSchG Gruppen baulicher Anlagen und deren Bestandteile ausgewiesen.
- ID: die Objekt-ID des Baudenkmales
- Bild: ein Bild des Baudenkmales, ggf. zusätzlich mit einem Link zu weiteren Fotos des Baudenkmals im Medienarchiv Wikimedia Commons. Wenn man auf das Kamerasymbol klickt, können Fotos zu Baudenkmalen aus dieser Liste hochgeladen werden:

## Baudenkmale

### Gruppe baulicher Anlagen
| Lage                                                                       | Bezeichnung                                                                | Beschreibung | ID | Bild           |
| -------------------------------------------------------------------------- | -------------------------------------------------------------------------- | --- | -- | -------------- |
| Nr. 4, 7, 8, 9, 10, 11, 16, 18, 20, 38, 40, 41 52° 57′ 15″ N, 11° 4′ 45″ O | Aus einem halben Rundling und einem einzeiligen Reihendorf bestehender Ort | Die Struktur aus Rundling und Straßendorf zeugt von dem Versuch, durch aufgelockerten Wiederaufbau eines ganz oder teilweise abgebrannten Dorfes für mehr Sicherheit zu sorgen. |    | Weitere Bilder |

### Einzeldenkmale
| Lage                               | Bezeichnung                  | Beschreibung | ID       | Bild |
| ---------------------------------- | ---------------------------- | --- | -------- | ---- |
| Nr. 4 52° 57′ 13″ N, 11° 4′ 44″ O  | Wohn- und Wirtschaftsgebäude | Vierständerhaus in Fachwerk mit Backsteinausfachung, unter Satteldach in Hohlpfannendeckung. Errichtet 1840. | 38711587 |      |
| Nr. 7 52° 57′ 13″ N, 11° 4′ 44″ O  | Wohn- und Wirtschaftsgebäude | Zum Dorfplatz giebelständiges Vierständerhaus in Fachwerk mit Backsteinausfachung unter Satteldach. Wirtschaftsgiebel in engmaschigem Gitterfachwerk. Errichtet 1815 (i). Ehemalige Hofstelle Nr. 14.                                      | 30871346 |      |
| Nr. 7 52° 57′ 11″ N, 11° 4′ 45″ O  | Scheune                      | Querscheune in Fachwerk mit Backsteinausfachung, unter Satteldach in Hohlpfannendeckung. Errichtet Ende des 19. Jahrhunderts. | 30871367 | BW   |
| Nr. 7 52° 57′ 12″ N, 11° 4′ 46″ O  | Stall                        | Zweigeschossiger Backsteinbau unter Satteldach mit Zwerchhaus auf der Westseite. Errichtet 1879 (i). | 30872721 | BW   |
| Nr. 7 52° 57′ 13″ N, 11° 4′ 45″ O  | Speicher                     | Speicher in Fachwerk mit Backsteinausfachung, unter ungleichhüftigem Satteldach in Hohlpfannendeckung. Errichtet Ende des 19. Jahrhunderts.                                                                                                | 30872743 | BW   |
| Nr. 8 52° 57′ 16″ N, 11° 4′ 43″ O  | Wohn- und Wirtschaftsgebäude | Zum Dorfplatz giebelständiges Vierständerhaus mit Backsteinausfachung; unter Satteldach. Wirtschaftsgiebel in engmaschigem Gitterfachwerk. Errichtet 1845 (i). Ehemalige Hofstelle Nr. 15.                                                 | 30871325 |      |
| Nr. 8 52° 57′ 12″ N, 11° 4′ 43″ O  | Scheune                      | Fachwerkbau mit Backsteinausfachung, vermutlich in Vierständerkonstruktion; unter Satteldach. Gitterfachwerkgiebel. Errichtet 1798 (i). | 30871304 | BW   |
| Nr. 8 52° 57′ 13″ N, 11° 4′ 42″ O  | Stall                        | Langgestreckter Backsteinbau; vorderer Teil zweigeschossig, eingeschossiger, rückwärtiger Teil - beide unter Satteldach, zum Teil in Krempziegeldeckung. Errichtet 1890 (i).                                                               | 30871285 | BW   |
| Nr. 9 52° 57′ 14″ N, 11° 4′ 42″ O  | Wohn- und Wirtschaftsgebäude | Zum Dorfplatz giebelständiges Vierständerhaus in Fachwerk mit Backsteinausfachung, unter Satteldach in Zementplattendeckung. Wirtschaftsgiebel in Gitterfachwerk. Errichtet 1841 (i). Ehemalige Hofstelle Nr. 17.                          | 30871264 |      |
| Nr. 9 52° 57′ 14″ N, 11° 4′ 42″ O  | Stall                        | Wandständerbau mit durchgehälster Ankerbalkenkonstruktion und Hochrähmzimmerung; Backsteinausfachung; unter Satteldach. Errichtet im 18. Jahrhundert.                                                                                      | 30871243 | BW   |
| Nr. 9 52° 57′ 14″ N, 11° 4′ 41″ O  | Scheune                      | Fachwerkbau mit Backsteinausfachung, zum Teil auch Lehmstakung; ausmittige Längsdurchfahrt; Satteldach in Falzblechdeckung; hofseitig überkragend. Errichtet 1716 (i).                                                                     | 30871222 | BW   |
| Nr. 10 52° 57′ 14″ N, 11° 4′ 41″ O | Wohn- und Wirtschaftsgebäude | Kleines Vierständerhaus in Fachwerk mit Backsteinausfachung, unter Satteldach in Krempziegeldeckung. Errichtet 1801 (i). Ehemalige Hofstelle Nr. 1.                                                                                        | 30871180 |      |
| Nr. 11 52° 57′ 15″ N, 11° 4′ 41″ O | Wohn- und Wirtschaftsgebäude | Zum Dorfplatz giebelständiges Vierständerhaus in Fachwerk mit Backsteinausfachung; linke Traufseite teilweise in Lehmstakung, Wohngiebel teilweise in Backsteinmauerwerk; unter Satteldach. Errichtet 1814 (i). Ehemalige Hofanlage Nr. 2. | 30871120 |      |
| Nr. 11 52° 57′ 15″ N, 11° 4′ 41″ O | Stall                        | Fachwerkbau mit Backsteinausfachung unter Satteldach mit Hohlpfannendeckung. Erweiterung als reiner Backsteinbau. Errichtet Anfang des 19. Jahrhunderts.                                                                                   | 30871120 | BW   |
| Nr. 16 52° 57′ 23″ N, 11° 4′ 41″ O | Wohn- und Wirtschaftsgebäude | Zur Dorfstraße giebelständiges Vierständerhaus in Fachwerk mit Backsteinausfachung; unter Satteldach. Errichtet 1839 (i). Ehemalige Hofstelle Nr. 10.                                                                                      | 30871061 | BW   |
| Nr. 18 52° 57′ 21″ N, 11° 4′ 43″ O | Wohn- und Wirtschaftsgebäude | Zur Straße giebelständiger Vierständerbau in Fachwerk mit Backsteinausfachung, unter Satteldach. Wohnteil zweigeschossig; Wirtschaftsgiebel verkleidet. Errichtet 1898.                                                                    | 30872116 | BW   |
| Nr. 20 52° 57′ 17″ N, 11° 4′ 45″ O | Wohn- und Wirtschaftsgebäude | Zur Dorfstraße giebelständiges Vierständerhaus in Fachwerk mit Backsteinausfachung und unter Satteldach in Hohlpfannendeckung. Errichtet 1838 (i). Ehemalige Hofstelle Nr. 5.                                                              | 30872055 |      |
| Nr. 38 52° 57′ 15″ N, 11° 4′ 47″ O | Wohn- und Wirtschaftsgebäude | Zur Dorfstraße und zum Dorfplatz giebelständiges Vierständerhaus mit geschlämmten Backsteinausfachungen unter Satteldach. Zweigeschossiger Anbau unter eigenem Satteldach am Wohn - giebel. Errichtet 1838(i). Ehemalige Hofstelle Nr. 8.  | 30872095 |      |
| Nr. 41 52° 57′ 11″ N, 11° 4′ 50″ O | Wohn- und Wirtschaftsgebäude | Zur Dorfstraße giebelständiges Vierständerhaus unter Satteldach mit Zementplattendeckung. Errichtet 1839 (i). Ehemalige Hofstelle Nr. 13.                                                                                                  | 30871040 |      |